# Anaksarh
Anaksarh je bio grčki filozof iz Abdere. Svoje misaone napore usmjerio na propitivanje nekih temeljnih etičkih pojmova. Smatrao da čovjekov glavni cilj treba biti ostvaraj sreće. Nažalost, od njegovih djela ostala su tek dva fragmenta.